# Sbouya (tribu)
Pour les articles homonymes, voir Sbouya.

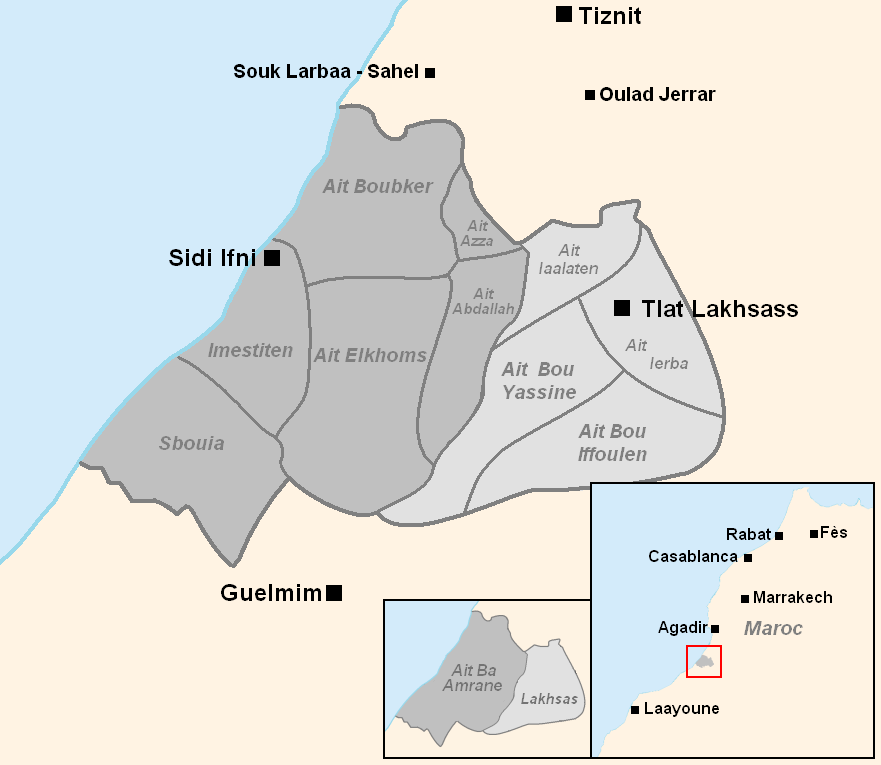
Carte montrant le territoire des Sbouya au sein des Aït Baamrane

Sbouya (اصبويا en arabe, Isbouya en berbère) est une tribu faisant partie de la confédération tribale arabo-berbère des Aït Baamrane, au Maroc.
La tribu des Sbouya est établie entre la région de Guelmim et celle de Sidi Ifni, sur le territoire de la commune éponyme, à environ 30 km au sud de Sidi Ifni et 30 km au nord de Guelmim.
À la différence des autres tribus de la confédération des Aït Baâmrane, berbérophones (Tachelhit), la tribu des Sbouya parlent de principalement l'arabe Hassaniya bien que ses membres affirment comprendre le berbère.
Elle forme la jonction entre les autres tribus des Aït Baâmrane au nord et les tribus des Tekna au sud.

## Histoire

### Origines
La tribu des Sbouya est issue majoritairement d'une fraction des Oulad Delim du Sahara dont le terrain de parcours traversait le lieu dit « Agadir Laâssara », dans le territoire actuel des Sbouya, qui appartenait alors à la tribu de Mesti (Imestiten en berbère) des Aït Baâmrane jusqu'au XVe siècle.
À la suite de l'éclatement d'un conflit entre les deux tribus au XVe siècle, qui aurait fait beaucoup de
morts dans leurs rangs, les Oulad Dlim retournent au sud du Sahara, dans la région de Dakhla, chercher le reste de leur tribu afin de venger les leurs. Sur leur chemin, d'autres tribus du Sahara se joignent aux Oulad Delim afin de combattre les Mesti. Une fois arrivés dans le territoire des Mesti, la guerre éclate et les Ouled Dlim en sortent vainqueurs. La tribu de Mesti cède une partie de son territoire à la suite d'un arbitrage des chioukhs, dans le but de ramener la paix dans la région.
Au retour des Oulad Dlim dans le Tiris, une de leurs fraction (les Ouled Ba Amar) s'installe sur le territoire cédé par les Mesti, riche en pâturages et en puits, qu'elle partage avec quelques familles qui étaient déjà établis ainsi qu'avec les tribus sahraouis qui se sont jointes à elle lors du conflit avec les Mesti. Ces tribus se sédentarisent alors en partie, en devenant semi-nomades, constituant une nouvelle tribu, la tribu des Sbouya, qui se joint plus ou moins aux autres tribus des Aït Baâmrane, dont elle reste cependant différente en raison de ses origines et de sa culture propre à elle, en effet les Sbouya sont plus proches de la confédération sahraouie Tekna avec qui ils nouent des mariages, que des Aït Baâmrane.
Les membres de cette tribu continuent à parler le hassania, l'arabe du sud du Maroc utilisé par les sahraoui, avec néanmoins un accent légèrement différent de leurs cousins sahraoui, les Sbouya étant influencés linguistiquement par le voisinage des tribus chleuh essentiellement les Mesti (dont les sources historiques montrent qu'ils étaient sous la protection des Sbouya) , eux aussi quelque peu influencé par les Sbouya dans leur dialecte.
La tribu de Sbouya forme la jonction entre tribus sahraoui et chleuh puisque située entre les deux.

### Rôle lors de la guerre des deuxleffs
Les populations de l'Anti-Atlas occidental étaient traditionnellement divisées en deux alliances, dites « leff »: le leff Taguizoult et le leff Tahoggat.
Les Sbouya faisaient partie du leff Taguizoult et étaient à la tête d'un des deux leffs opposés au sein des Aït Baâmrane.

### Guerre d'Ifni
La tribu des Sbouya a bien sur participé à la guerre d'Ifni en 1957 contre le colon espagnol.
En effet, la tribu de Sbouya s'est particulièrement illustrée en libérant son territoire militairement et de manière définitive du colon espagnol. Le poste de Tlat Sbouya a été attaqué à 6 h du matin par les membres de la tribu, en même temps que tous les autres postes des tribus Ait Baamrane.
L'attaque du poste a été particulièrement violente à tel point que les espagnols ont fait appel à un commando pour essayer d'évacuer les survivants, c'est lors de cet tentative d'évacuation qu'est tué le lieutenant Ortiz de Zarate par les résistants de la tribu, d'une balle dans la tête de la part d'un guerrier de la tribu des Sbouya.
D'autres batailles remportés par les membres de la tribu ont aussi lieu sur le territoire, tel que la bataille d'Azder où les soldats espagnols ont dû évacuer le jebal Aday constamment harcelés par les guerriers de la tribu.
La tribu des Sbouya a fourni de nombreux hommes à l'armée de liberation du sud marocain qui en contrepartie a fourni des armes aux membres de la tribu.
De toutes les tribus des Ait Baamrane, c'est celle de Sbouya qui a comptés le plus de morts lors de la Guerre d'Ifni.

## Composition
- Ayd Yagou : la plus grande fraction des Sbouya, hassaniphone, issue des Oulad Delim, et élargie à la suite des alliances et protections de tribus voisines, divisée en 7 principaux clans : Laababda , Lefkakra , Laknancha , Ahl Mhand , Mejjat , Ait Slimane , Smahra ;
- Ayt Yassine serait avec les Ayd Yagou, les 2 fractions véritablement arabes des Sbouya;
- Id Aabella ou Brahim : fraction bilingue divisée en 4 clans : Id Yahya, Id Oubakrim, Ahl Hammou et Chartata, seraient issue d'un mélange entre Sbouya et les Ait Baamrane constitué à la suite de la victoire des Sbouya contre la tribu Tekna des Ait Lahcen pour la prise de la grande oasis d'Assaka, ils y forment la fraction majoritaire dans cette vaste oasis;
- Aznaga : fraction minoritaire bilingue d'origine chleuh, leur ancêtre serait le marabout Sidi Ali Outoul à la lisière du territoire des Sbouya.

## Économie
La région de Sbouya est célèbre pour ses figues de Barbarie, il s'agit en effet d'une des régions les plus productrices de ce fruit au Maroc qu'on appelle "Aknari" à Sbouya.
La coopérative féminine Aknari fait la célébrité de la région. Située dans le village de Sbouya, elle propose des produits gustatifs et cosmétiques bio entièrement à base de figues de Barbarie.
Les médias internationaux se sont intéressés de très près aux facultés notamment antirides de l'huile de figue de Barbarie produite pour la première fois dans la coopérative Aknari de Sbouya.
Il s'agit de l'huile la plus chère du monde dont les facultés dépasseraient celles de l'huile d'argan pour la peau.

## Démographie
La région de Sbouya compterait au total 6 000 habitants selon le livre Volar de Noche de l'espagnol Francisco de Zarate (2005). Alors que d'après les recensements officiels, la commune rurale de Sbouya a connu, de 1994 à 2004, une baisse de population, passant de 7 551 à 5 028 habitants.